# Maria Geboortekerk (Lent)
De Maria Geboortekerk is een rijksmonument en parochiekerk in Lent in de Nederlandse gemeente Nijmegen. De kerk is een ontwerp van Gerard te Riele en werd in 1879 geopend. Halverwege de jaren 1920 werden twee zijbeuken toegevoegd. De kerk is de enige katholieke kerk in de gemeente Nijmegen die binnen het aartsbisdom Utrecht valt. De Waal is de scheidslijn met het bisdom 's-Hertogenbosch. 